# 台中世界贸易中心
臺中市工商會館（俗稱台中世界贸易中心、簡稱台中世贸）是位於台灣台中市西屯区一座综合性建筑物，位於福安段340地號，臺中盆地的西部邊緣地帶，1988年興建、1990年臺中市政府委託財團法人台中世界貿易中心營運。

## 历史
1988年，臺中市工商會館完工。1990年臺中市政府委託財團法人台中世界貿易中心營運臺中市工商會館，台中世界貿易中心並加入世界贸易中心协会，成为继台北世界贸易中心之后第二家加入协会的台湾世贸中心。2002年6月，台中市政府委託台中世界貿易中心辦理台中市文山社區大學。
2020年8月，受2019冠狀病毒病臺灣疫情影響，逢甲大學體育館停止對外租借，台灣同人誌販售會台中場（CWT-T）改以台中世界貿易中心二館為舉辦場地。
2025年3月1日，因氣爆案停業的新光三越百貨台中中港店於台中世界貿易中心開設第二賣場。